# Drapeau de Provo (Utah)
Le drapeau municipal de Provo est adopté par la ville de Provo, Utah, aux États-Unis. Il comporte le logo de la ville sur un champ bleu clair. Il est adopté le 6 janvier 2015, après un débat pluriannuel pour remplacer le précédent. L'ancien drapeau, adopté en 1989, est ridiculisé en particulier pour sa laideur perçue et sa similitude avec le logo du Centrum, et est élu l'un des pires drapeaux de villes américaines par l'Association nord-américaine de vexillologie (NAVA).

## Conception
Le drapeau actuel de la ville de Provo, Utah, est décrit dans la section 1.05.010 du code municipal comme étant constitué d'un champ bleu clair et du logo de la ville au centre. Le logo de la ville, adopté en 2012, comprend des représentations du lac Utah, des sommets des montagnes voisines et un soleil levant pour les objectifs et les aspirations de Provo.

## Histoire

### Premier drapeau

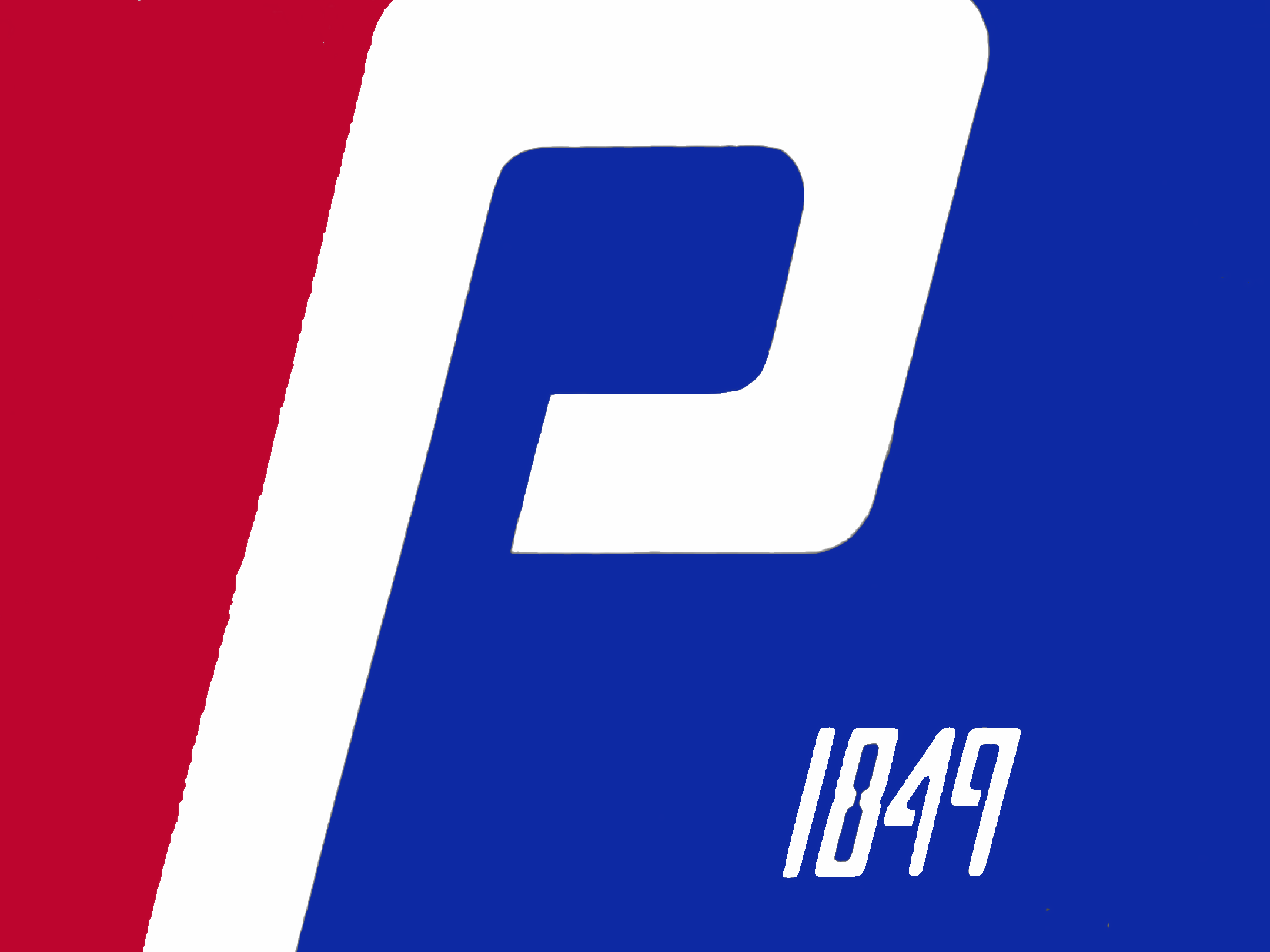
Premier drapeau (1976–1989).

Le premier drapeau de Provo est dévoilé le 7 avril 1976 et se compose d'un champ rouge et bleu avec un « P » stylisé (signifiant « Provo ») au centre. Il est conçu par Michael Jorgensen, étudiant en design industriel de l'université Brigham-Young, dans le cadre d'un concours organisé par le Lions Club d'Utah Lake pour commémorer la participation de la ville au bicentenaire national.

### Second drapeau
Le deuxième drapeau de Provo est adopté le 25 avril 1989, après avoir été introduit par le maire de l'époque, Joseph Jenkins, sur la base d'un dessin de Steven Hales utilisant le logo de la ville,. Le drapeau se compose d'un champ d'un blanc pur, avec le mot « Provo  » en lettres noires avec des ombres grises sur une barre arc-en-ciel en diagonale vers le centre,. L'arc-en-ciel représente la « nature éclectique et diversifiée » de Provo selon le gouvernement de la ville,.
Dans une enquête menée en 2004 sur les drapeaux des villes des États-Unis par des membres de l'Association nord-américaine de vexillologie (NAVA), le drapeau de Provo se classe 143e sur 150 au total (ou 8e pire), avec un score de 2,14 sur 10 points. Le scrutin est disputé entre 150 villes américaines via un sondage en ligne ; le drapeau de Washington DC se classe premier, tandis que le drapeau de Pocatello, Idaho, se classe dernier. Les références des journaux à l'enquête déclarent que le drapeau était connu pour être « notoirement mauvais parmi les amateurs de drapeau ».
La conception du drapeau  est comparée à l'étiquette sur les bouteilles de vitamines Centrum,, et à une œuvre dessinée au marqueur magique et aux crayons de couleur.

### Troisième drapeau
Le maire John Curtis entame un processus public pour remplacer le deuxième drapeau en 2013, en réponse aux références répétées à l'enquête NAVA, en consultant les vexillologues et les résidents locaux pour obtenir des idées En mai 2014, le processus de remplacement du drapeau est réduit à deux options par un comité de trois membres, les deux consistant en de simples restitutions du lac Utah et des montagnes voisines, avec une option ayant trois étoiles pour représenter la vie à Provo. Les dessins n'ont pas été bien accueillis par les résidents, ce qui a conduit le maire Curtis à proposer un concours public de design qui se terminera début juin,. Un consensus est trouvé par les résidents de ne pas utiliser la couleur rouge dans le nouveau drapeau, comme il est utilisé par l'Université de l'Utah, un rival de l'Université Brigham Young de Provo.
Au total, 51 propositions sont soumises et ajoutées à un sondage en ligne en juillet,. Deux dessins finalistes sont présentés au conseil municipal de Provo en septembre, mettant en vedette une montagne stylisée sur un champ blanc ou bleu. Le 6 janvier 2015, le Conseil municipal de Provo choisit à l'unanimité le nouveau drapeau de la ville, un nouveau design qui incorporait le nouveau logo de la ville (adopté en 2012),.